# سن-سووور، کبک

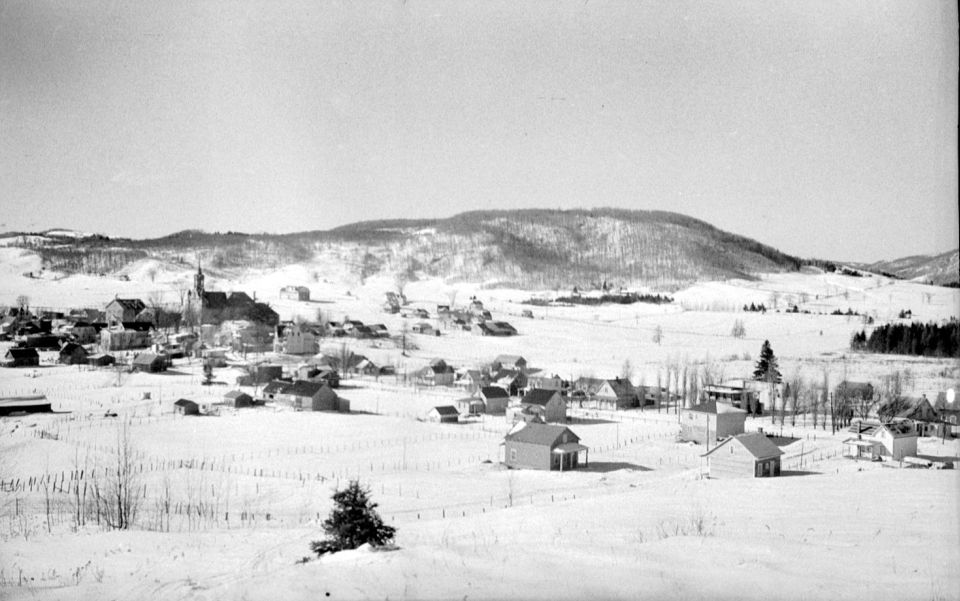
Saint-Sauveur-des-Monts, 1942

سن-سووور (به فرانسوی: Saint-Sauveur) شهرکی در منطقه شهری له پی-دان-او ناحیه لورانتید در استان کبک کانادا است. در سرشماری سال ۲۰۱۱ این شهرک ۹٬۰۴۴ نفر جمعیت داشته‌است و مساحت آن ۴۷٫۹۹ کیلومتر مربع است.